# Cesare De Cara
Pour les articles homonymes, voir De Cara.
Cesare De Cara, né à Reggio de Calabre (Italie) le 13 novembre 1835 et mort à Castelgandolfo (Italie) le 27 décembre 1905, est un prêtre jésuite, écrivain et orientaliste italien. Il est l'un des plus importants collaborateurs de La Civiltà Cattolica.

## Biographie
Ayant fait ses études chez les Jésuites, il entre lui-même au noviciat des Jésuites de Naples, le 4 novembre 1851. 
Destiné à l'enseignement, il enseigne tour-à-tour dans les collèges de Bari, de Lecce, de Lucera ; à la suite des événements de 1860 en Italie, il passe en France et en Belgique et s'y livre aux études théologiques préparatoires au sacerdoce pendant quatre ans, d'abord chez les Jésuites de Laval, ensuite au théologat de Louvain, et enfin, pendant trois ans, sur la 'colline de Fourvière'; près de Lyon, où il est ordonné prêtre par Mgr de Bonald (1863).
Revenu en Italie, il enseigne la rhétorique (classe terminale) au Collège de Tivoli et au séminaire d'Alatri. A deux reprises il enseigne ailleurs: au collège de Monaco (1868) et de Naples (1880). C'est pour ses étudiants et leur pratique de l'art dramatique qu'il compose deux tragédies: San Pietro et Clodoaldo principe di Dania.
Ce n'est qu'en 1881 qu'il passe à Florence comme rédacteur de la revue Civiltà Cattolica où il gagne sa réputation d'écrivain. Sa rencontre avec l'égyptologue Ernesto Schiaparelli et d'autres l'oriente vers l'archéologie.  Avec la revue il déménage à Rome en 1887. Ses écrits traitent de sujets d'archéologie et d'anthropologie du point de vue de l'analyse littéraire et linguistique.

## Écrits
Il débute par deux tragédies : « San Pietro », Turin, Marietti ; « Clodoaldo principe di Dania. Tragedia lirica », Rome, Monaldi, et par une oraison académique ; « De proestantia litterarum, Oratio habita in Aula Seminarii Alatrini », Naples, 1879.
Ses vrais succès d'auteur commencent le jour où il entre à la Civiltà Cattolica où il fait paraître (1889) : « Degli Hyksos o Re Pastori di Egitto ». 
Outre une foule de  notices bibliographiques, le père De Cara a inséré dans la Civiltà Cattolica différentes séries d'articles, réunis à part sous ces titres : « Errori mitologici del professore Angelo De Gubernatis. Saggio critico », Prato, Giachetti, 1883 ; « Esame critico del sistema filologicoe lingnistico applicatoalla mitologia e alla scienza délie religioni », Prato, Giachetti, 1884; « Notizia dei lavori di egittologia e di lingue scientifiche pubblicati in Italia in quosti ultimi decennii », id., 1886 ; « Del presente stato degli studii linguistici.Esame critico », id., 1887. 